# Дългоопашат червенокрак манакин
Дългоопашатият червенокрак манакин (Chiroxiphia linearis) е вид птица от семейство Манакинови (Pipridae).

## Разпространение
Видът е разпространен в Гватемала, Коста Рика, Мексико, Никарагуа, Салвадор и Хондурас.